# Norme législative
Une norme législative provient du pouvoir législatif d'un pays de politique fédérale.

## Belgique
En Belgique, par exemple, cette norme, provenant donc du parlement, peut se constater sous la forme de loi émanant de l'état fédéral, d'un décret émanant des régions ou des communautés ou d'une ordonnance dans certains cas pour Bruxelles.